# Frederick Gordon Bradley
Pour les articles homonymes, voir Frederick Bradley et Bradley.
 (décembre 2023).
Si vous disposez d'ouvrages ou d'articles de référence ou si vous connaissez des sites web de qualité traitant du thème abordé ici, merci de compléter l'article en donnant les références utiles à sa vérifiabilité et en les liant à la section « Notes et références ».
Frederick Gordon Bradley (21 mars 1886-30 mars 1966) est un homme politique canadien de Terre-Neuve-et-Labrador. Il est député fédéral libéral de la circonscription terre-neuvienne de Bonavista—Twillingate de 1949 à 1953.
Bradley est également un homme politique en tant que député et ministre dans le gouvernement du Dominion de Terre-Neuve avant l'adhésion de la province dans la Confédération canadienne.

## Biographie
Né à St. John's dans la colonie de Terre-Neuve, Bradley étudie et gradue du Collège Méthodiste en 1906. Après ses études, il devient directeur de l'école méthodiste de Bonavista. Trois ans plus tard, il étudie le droit à l'Université Dalhousie d'Halifax et est nommé au barreau en 1915. Il ouvre par la suite sa propre firme.

## Politique
En 1924, il est élu à l'Chambre d'assemblée de Terre-Neuve en tant que représentant de la circonscription de Port de Grave. En tant que membre conservateur, il entre au cabinet du premier ministre Walter Stanley Monroe (en) à titre de ministre sans portefeuille. Il demeure dans le cabinet jusqu'à sa démission en 1926 pour siéger comme député indépendant. Réélu en 1928 dans la circonscription de Trinity Centre, mais à titre de député libéral, il sert comme ministre sans portefeuille et solliciteur-général dans le gouvernement de Richard Squires (en). Réélu en 1932, il est l'un des deux seuls députés libéraux réélus et devient chef de l'opposition officielle. S'opposant à la création de la Commission de gouvernement, organisme tutélaire du Dominion après l'effondrement de l'économie terre-neuvienne, il retourne à la pratique du droit en 1933.

## Convention nationale
En 1947, Bradley est élu à la Convention nationale de Terre-Neuve (en). Après le décès de Cyril J. Fox (en), il en devient le président.

## Délégations de Londres et d'Ottawa
La Convention nationale met en place deux délégations afin de déterminer le futur constitutionnel de Terre-Neuve.
La délégation de Londres visait la promesse de régler la crise économique par une aide financière et le rétablissement d'un gouvernement responsable. Cependant, la délégation échoue à atteindre ses objectifs.
La délégation d'Ottawa, tente de négocier une union de confédération entre Terre-Neuve et le Canada en 1947. Ses représentants sont:
- T. G. W. Ashbourne (en) (Twillingate)
- F. G. Bradley (Bonavista South)
- Charles Ballam (en) (Humber)
- Lester Burry (en) (Labrador)
- P. W. Crummey (en) (Bay de Verde)
- Joey Smallwood (Bonavista Centre)

Les négociations sont rapidement à sens unique et conduisait essentiellement à dicter toute entrée de Terre-Neuve dans la Confédération canadienne comme étant régie par l'Acte de l'Amérique du Nord britannique par lequel le Canada avait été fondé en 1867. 

## Après la confédération
Après l'union avec le Canada, Bradley devient secrétaire d'État du Canada par le premier ministre Louis St-Laurent et faisant de lui le premier terre-neuvien à entre au cabinet des ministres. Élu dans la circonscription de Bonavista—Twillingate et siégeant à la Chambre des communes du Canada dès l'élection de 1949, il est nommé au Sénat du Canada en 1953 en tant que représentant de la division sénatoriale de Bonavista—Twillingate. 
Il meurt en fonction en 1966.